# 悠月リアナ
悠月 リアナ（ゆづき りあな、1997年12月4日 - ）は、日本の元AV女優。Duoエンターテイメント所属。

## 略歴・人物
2019年6月にAVデビュー。
趣味はショッピング、特技はバドミントン。
2023年2月6日、Twitterにて3月末までの活動でAV女優を引退することを発表。

## 出演作品

### アダルトDVD
- クールに見えて本当は超敏感 ものすごい感度の現役女子大生をAV出演させちゃいました!（6月7日、PREMIUM）
- 「私、キモオヤジでしか濡れないんです…。」 オヤジに犯される妄想を繰り返すうちにオヤジでしか濡れなくなった、ド変態ギャル 念願のオヤジに舐め犯しされ大量お漏らしAV出演（6月19日、kira☆kira）※「リアナ」名義
- 六本木超有名店人気No.1超高級キャバ嬢AV出演!!（6月25日、本中）
- プロスポーツ選手ご用達! 100万人に1人の吸着ヴァギナ 中出しOKのプロカキタレ!! 現役レースクイーンななこちゃん(20歳) スレンダー博多美人がAV出演してくれました。 ナンパJAPAN EXPRESS Vol.108（6月25日、ナンパJAPAN）※「ななこ」名義
- マジックミラー号サマースペシャル! 夏だ!海だ!ビーチの開放感! 素人ビキニ娘にソープ嬢の激エロテクニックを見せたら超アゲアゲのエチエチになっちゃうなんて!（9月26日、サディスティックヴィレッジ）
- マジックミラー号逆ナンパスペシャル! 真夏のビーチに“超高級4輪車ソープ”が出張中! 素人ボーイズはマッハで射精ドクドクどぴゅ〜っ! 悠月リアナ 葵百合香 愛瀬るか 冬愛ことね（10月10日、サディスティックヴィレッジ）
- 童貞好きのスケベなお姉さんにささやき騎乗位で何度も焦らされ中出ししちゃうボク 2（10月18日、DOC）※オムニバス作品
- 空中ヨガ×浮遊固定レ○プ 宙づりで身動きがとれない軟体美女を騙して強制中出しファック（10月24日、SODクリエイト）※オムニバス作品
- リアル素人ガチナンパ! 貴方よりHな友達紹介してください! in六本木 芸能人友達の輪スペシャル（10月25日、赤面女子）※オムニバス作品
- ガチナンパ! 町田発! 「イッてるけど抜かないで!!」 何度もイキたがる女子大生が自ら腰振り連続絶頂!! 134イキ!15発射!（11月15日、ピーターズ）※オムニバス作品
- ばめオフパコ見せてやるよwSTRONG】 5.尻で男を弄ぶ りあーな JD時々キャバ嬢 【オレのタダマン個撮】（11月22日、STRAWBERRY CATS GOLD）※「りあーな」名義
- 街角シロウトナンパ! vol.70 ナイトプール編 3（12月6日、プレステージ）※オムニバス作品
- Let's☆Party! NONSTOP! ヤリマン乱交 忘年会24H 琴音芽衣 悠月リアナ 深田みお 河北はるな（12月13日、S級素人）
- 羞恥 ある日突然男女社員混合強制OL健康診断 2019スペシャル（12月26日、サディスティックヴィレッジ）

- 性欲の強すぎる妹に困ってます。Vol.001（3月13日、宇宙企画）
- 新放課後美少女回春リフレクソロジー+ Vol.033（4月10日、宇宙企画）
- 濃密マン汁 先っぽ3cm騎乗位からの杭打ちピストン 体液味わうPtoMセックス ACT.001（5月1日、ONEZ）
- 最高級制服風俗ホテヘル 絶対に本番禁止だけど素股プレイ中にヌルっと挿入して生中出し!? VOL.001（5月15日、BAZOOKA）※オムニバス作品
- 即尺即ハメ連続射精お約束のメイドリフレ Vol.003（5月15日、宇宙企画）※オムニバス作品
- 絶対バレずに時間停止 3（6月1日、FS.KnightsVisual）※オムニバス作品
- 実家がお金持ちで超性格いいセレブJD おじさんたちを射精させる変態撮影会に参加してしまう。（8月22日、シャーク）
- アソコに直穿きスポウェア女子 暴発寸前! 発情ボディでエクササイズ!!（10月24日、オイスター海運）※オムニバス作品
- ギャルしべ長者 中出しギャル×数珠つなぎ No7（12月18日、プレステージ）※オムニバス作品

- ラグジュTV × PRESTIGE PREMIUM No.44（1月15日、プレステージ）※オムニバス作品
- 絶対に抱かれたくない中年オヤジのチ〇ポをパパ活美尻ギャル2人が奪い合い 札束を見せた途端に何度も何度も何度も精子が出なくなるまでヤられた（1月8日、DANDY）※オムニバス作品
- なまハメT★kTok vol.01（2月26日、プレステージ）※オムニバス作品
- 街角シロウトナンパ volume 102 あなたよりエロい友達(ヤリマン)を紹介して下さい（3月12日、プレステージ）※オムニバス作品
- ザーメンジェット No.4（7月1日、FS.KnightsVisual/ふらすぴ）※オムニバス作品
- MOON FORCE CHEERS ぱこぱこしろうとコレクション No.16（10月22日、DOC）※オムニバス作品

- 名古屋嬢、陥落なるか!? デリヘル嬢生ハメ検証 酒の力で勝利を掴め!!（1月7日、ゲッツ!!）※オムニバス作品
- ヤリモクガチ勢の俺史上NO.1ヤリマンを紹介します。スマホ片手にチ●ポ漁りするフッ軽ガルバ店員は、即イキ沼感度の潮吹きマ〇コ! 都内ゲリラ露出でエロ暴走止まらず6搾精!! 悠月リアナ（2月4日、ゲッツ!!）
- 街角シロウトナンパ volume 112 あなたよりエロい友達(ヤリマン)を紹介して下さい（4月22日、プレステージ）※オムニバス作品
- M男調教女子会で射精の為にあらゆる事をされる淫語ハーレム中出し杭打ち地獄 悠月リアナ 一条みお 日高夏海（5月26日、SODクリエイト）
- 女子大生のツボぶっこみます!! volume 01（6月10日、プレステージ）※オムニバス作品
- 素人軟派即パコドキュメンツッ 出没 ナン街ック天国 #003（7月23日、パコちゃん。）※オムニバス作品

### アダルトVR
- クセになる君の可愛さに完敗っ!! ドキドキ鼓動高鳴るピッタリ寄り添いリフレ（12月25日、KMPVR-彩-）

- 乳首責めVR（1月17日、KMPVR）※オムニバス作品
- 耳舐め手コキVR（2月22日、KMPVR）※オムニバス作品
- パイパンマ○コ見せつけVR（3月3日、KMPVR）※オムニバス作品
- 絶景領域VR（4月4日、KMPVR）※オムニバス作品
- 3DVR 本サロレストラン 8 悠月リアナ（5月1日、FS.KnightsVisual/ふらすぴ）
- 憧れの委員長が優しく筆下ろししてくれる! 美少女同級生中出しデリバリー 悠月リアナ（6月10日、P-BOX VR）

- 葬式で10年ぶりに会った喪服姿の従妹は巧みな舌使いでオトコを繋ぎとめる舐め好きギャルになっていた 悠月リアナ（9月10日、KMPVR）
- 高嶺の花に恋をしたボクは彼女の性玩具と化す。悠月リアナ（9月24日、KMPVR）

- 飲み会で潰れた会社のバリキャリ先輩を部屋まで送り届けたら、まさかのアダルトグッズマニア! 試しに泥酔している先輩に使ってみたら、めちゃくちゃ悶えてイキまくった!! 悠月リアナ（5月9日、SODクリエイト）
- 絶対に乳首をお留守にしないトリプル美痴女逆4P! 常に両乳首を責められながら唾飲み顔舐めSEXでキスしながら強●中出し3連発! 一条みお 栄川乃亜 悠月リアナ（6月2日、SODクリエイト）
- 昔好きだった同級生は今ではシングルマザーのデリヘル嬢。「生活に困っていて」と言うのでオプションマシマシでお金を使い果たしたら「このままじゃ悪いから挿れてもいいよ」と本番ヤラせてくれた。 悠月リアナ（6月6日、SODクリエイト）
- 見た目は幼いけど身体は大人 女子校生のプリップリTバック尻に顔騎されちゃうVR（7月11日、KMPVR）※オムニバス作品
- 女子校生に机の下でイタズラを（9月28日、KMPVR）※オムニバス作品
- J●チクビ育成 脳みそが真っ白になって何回もイっちゃうよぉ!! ビンカン女子校生8名（9月30日、KMPVR）※オムニバス作品

- 都会の絶倫ギャル集団に押しかけられ、そのまま住み着かれてしまった農村デカマラM男の中出し子作り生活。（1月26日、SODクリエイト）

### アダルト配信
- ＃ナイトプールナンパ りあ 21歳 ナイトプールに今年も勃起不可避な女神降臨! ギャル!? JD!? ロリ!? 人妻!? 全ジャンルを凌駕するハーフ美女!! スタイル抜群(パイパン) & 彼氏なし & 歩くセックスシンボル、こんな上玉放っておくわけないでしょうw 全身性感帯かの如く、ずーっとイキっぱなしのヤリマン女を激ピストンで溺れさせる!!（8月11日、プレステージプレミアム）
- エチエチすぎる舌技レロレロベロチュー手コキで射精待った無し! 2 完全主観! 美少女10名に舐められ焦らされシコられる!（9月26日、DOC）※オムニバス作品
- のぞみちゃん 経済学部3年生 (バイト : ビールの売り子) 「ビールもチ○ポもやっぱり生が1番っ♪」エビ横で見つけた人気NO.1球場売り子はビールもチ○ポも生が好きだった!! 形のいい美巨乳とハリある神尻!! 圧倒的エロボディ!! トロトロなスケベ汁を垂れ流しピンクま○こに生チ○ポを自ら挿入!! 大量顔射＆生ハメ中出し懇願SEX!!（9月21日、プレステージプレミアム）
- しろうとまんまん リアナ嬢（10月11日、しろうとまんまん）
- 【生ハメY●uT●ber】 りあちゃん 20歳 顔面偏差値MAXな神尻ギャルを彼女としてレンタル! 口説き落として本来禁止のエロ行為までヤリまくった一部始終を完全REC!! 横浜デートでテンアゲしたら手繋いでホテルにIN! バニーコス着せて網タイツ装備の神尻にフル勃起! 生ハメ生チ◯コで生マ◯コをイカせまくって最後は中出し! さらに…「ねぇ、めっちゃ気持ちよかったから、もっかいシよ?」（10月20日、プレステージプレミアム）
- しろうとまんまん リアナ嬢 2（11月8日、しろうとまんまん）
- 家まで送ってイイですか? case.150 なみきさん 22歳 キャバクラ嬢 渋谷ハロウィン2019! エロコスだらけの酒池肉林スペシャル!「家、ついて行って中出ししてもイイですか?」⇒ほぼ全裸! 渋谷で一番露出する女⇒「娯楽なんかセックスだけ」離島出身の都市伝説⇒推定Fカップ! 悪魔のように吸い付くカラダ⇒気持ちよすぎて暴発! 生ハメ中出し⇒母の背中に憧れて… 15歳の決意と涙（11月29日、ドキュメンTV）

- ギャルしべ長者18人目 マリッサ 22歳 絶倫早漏キャバ嬢×中出し3連発ーーーーーッッ!! 最強絶頂を目指して何が悪いッ! 人として生まれ女として生まれたからには誰だって一度は絶頂を志すッ! 今尚、絶頂を諦めなかった女がいるッ誰よりもッ誰よりもッ絶頂を飢望んだ最強ビッチ! 最強絶頂地下トーナメントここに開幕! 次回予告「強くなりたくば喰らえッッ!!!」（3月14日、Jackson）
- ラグジュTV 1248 柚木りあ 25歳 美容プロデューサー ハーフ美女が彼氏のネトラレ好きの為にAV出演!? 元モデルの美しすぎるスレンダーボディをゆっくり焦らしてゾクゾク快感プレイ。オイルを垂らし妖艶さが増した身体が巨根のピストンで乱れまくる!（4月17日、ラグジュTV）
- ヤリサー女子 No.04 ゆず 22歳 じつはムッツリな美人広報OL!! 猫かぶり系超美人ギャル系OL!! 先輩が居ぬ間に即尺ガールに変身!!どこでも舐める淫乱舌のお気に入りは亀頭!! 喉奥でもがっつり味わい掟破りの生挿入懇願!! 立ちバックで揺れる美乳!! 奥突きで喘ぐ顔も美しいガチ美女SEX公開!!（5月16日、プレステージプレミアム）
- 脳殺バニー!! 美尻パイパン生突き記念ハメ撮り!! 彼氏の為にコス持参!! マン毛お手入れ済みの美パイパンにして黒Tバックって… ヤラレル気まんまんのガチ美女ギャルの即イキ立ちバック!! ラブホドキュメンタリー休憩2時間 66 りーちゃん 20歳JD 付き合って3ヶ月記念のコスハメ撮り流失!!!（5月22日、プレステージプレミアム）
- なまハメT☆kTok Report.1 りあな 22歳 会えばヤレる女子大生 魔性の美ボディ×中出し3連発 T☆kTokにエッチな動画をアップするエロかわJDにDMアタック!! 会えばヤレる底なし性欲の絶倫ビッチと遭遇!! スタイル際立つエロコスで濃厚ベロ舐めフェラ! ハメ潮垂れ流し生ハメSEX! たっぷり中出し2連発→まさかの3回戦突入! 神尻をぶるんぶるんと揺らし精子をアゲる騎乗位SEX! 最後も中出しおねだりドエロいヤリマンGirl of Bitch!!（9月20日、プレステージプレミアム）
- ＜エロい娘限定ヤリマン数珠つなぎ!!～あなたよりエロい女性を紹介してください～70発目＞ ゆう 22歳 トリマー 【史上最強クラスの性欲モンスター】 これぞ絶倫! 1人じゃ満足できないイケメン好きヤリマン美女とゴム無し3P! 「疲れたら変わって♪」絶倫すぎる淫獣からの果てしないピストン要求! 金玉が空っぽになるまで絞り取られる!（9月27日、プレステージプレミアム）
- ラグジュTV 1317 柚木りあ 25歳 美容プロデューサー 元モデルのハーフ美女が欲求不満で再出演!? 激しいキスから全身をねっとり刺激する愛撫! 他人棒を弄ぶ淫靡なフェラチオ! 激しい腰使いの騎乗位! 前回にも増して激しく絡み合う様を、画面越しにNTR好き彼氏に見せつける!（10月23日、ラグジュTV）

- 射精が止まらない! 超気持ちイイ美少女手コキ! 最終回 10人の美少女に手コキされまくる200分!（2月11日、DOC）※オムニバス作品
- しろうとハメ撮り＃悠羽＃22歳＃NO.1キャバ嬢兼現役大学生 性なる夜にの乱痴気パリピSEX!! 男をソリにしてセクシーサンタが騎乗位でハメにやってくる!!!（3月24日、MOON FORCE）
- 新「ちょ、待っ、え! こんなところで!?」 バレたらマズい場所で美少女がチ●ポをエッチに抜きまくり! 2（9月30日、DOC）※オムニバス作品
- ＜エロい娘限定ヤリマン数珠つなぎ!! ～あなたよりエロい女性を紹介してください～94・95発目＞ ひまり 22歳 専属モデル / ゆう 23歳 トリマー 【巡り巡って過去イチバズったエロ美女たちにハロウィンで再会!! 神回すぎる120分SP!!】ヤリマン美女、ひまりちゃん & ゆうちゃんが鬼エロタッグを組んでまさかの再登場!!! ハメ撮り! 乱交! レズプレイ! 今宵しか見られない何でもアリ!なパコパコパーティー♪ お菓子の代わりにドロドロ精子7発射SP!!（11月23日、プレステージプレミアム）
- 女子大生のツボ、ぶっこみます!! #02 れいな 21歳 教育学部3年生 アパレル店員 【やっぱり精子が好きだっちゃw】 まじエッチすぎて草。セクシーすぎる令和のラ○ちゃん登場!! 放課後の酒ヤクザ＝エロ女神さま?! カラダもノリもエロさも最高!! イチャイチャ密着にゃんにゃんプレイで極めた手さばきとバキュームフェラでイカセまくる4発射!!（12月4日、プレステージプレミアム）

- ギャルすたグラム #044 フルスペックSEX番長 まゆちゃん (21) 大学生 (ホットドッグ屋) 【飛び出る3D激G爆乳】【顔もカラダもフルスペック】【濃厚中出し顔射3連発】天下無双のSEX番長がギャルすたに殴り込み!! でか過ぎるG爆乳! 肉厚過ぎる尻! ヤバ過ぎるSEXスキル! チ●ポをしばき倒す姿はまさにSEX番長!! 極楽絶頂で潮吹き無限大! 押忍! ドエロ限定解除で全国制覇するんで夜露死苦ッ!!!（5月27日、プレステージプレミアム）
- 【海ナンパ2022】ビキニ美女にキャッチされて→ホテルへ連れ込みっ! パイパンヘソピのイケイケボディに鬼手マン! 潮吹きが止まらないw クンニで飲みきれない潮の洪水! バックで奥を突きまくり、ノリで中出し!! 休憩からの二回戦! 射精も潮も止まらない真夏の思い出セックス!! りあ 23歳 海の家店員（8月28日、プレステージプレミアム）
- 【全身センシティブ♪S級美麗キャバ嬢】「勃起し過ぎだよこれ…」巨チンに悶絶! 推しキャバ嬢を膣奥ガン突きハードSEXで快楽漬け/美脚足コキでギンギン! FULL勃起チ○ポの高速ピストンでアクメ連発イキ狂い中出し/美尻を突き出して「奥に射精してッ! 奥がいいッ×4!!」種付け懇願バックで大量膣内射精♪【しろうとハメ撮り＃アリナ＃23歳＃キャバ嬢】（9月21日、MOON FORCE）
- 【スタイル最強のG乳ギャル】しろーと痴女ギャルが逆ナンパ!! 禁断の寝取りドキュメント!! スレンダーBODYに凶器的なGカップを搭載した極上ギャルの誘惑痴女セックス! エロいお姉さんが完全リードでチ●ポをもてあそぶ!! 最強スタイルでびんびんフル勃起させて生マ◯コで精子を大量に搾り取る極エロ革命ちんぐり返し騎乗位を見逃すな!!! 【今一番アツい新シリーズ】 リアナ 24歳 インフルエンサー（10月19日、プレステージプレミアム）

### イメージDVD
- ファーストデート 悠月リアナ（2019年8月23日、ファインピクチャーズ）
- sugar & spice（2021年10月23日、スリーナイン）※「伊吹かな」名義

### デジタル写真集
- ファーストデート デジタル写真集 悠月リアナ（2019年8月23日、ファインピクチャーズ、撮影：河本広幸）
- リアリズム【グラビア写真集】悠月リアナ（2021年7月16日、プレステージ出版、撮影：鈴木ゴータ）
- リアリズム【ヌード写真集】悠月リアナ（2021年7月16日、プレステージ出版、撮影：鈴木ゴータ）- 【ヌード写真集】版は特典動画付き。

## 出演

### テレビ
- ビ〜チ9（2019年11月、テレビ埼玉） - マンスリーゲスト

### ウェブテレビ
- 志村&鶴瓶のあぶない交遊録 大最終回スペシャル（2021年1月2日、ABEMA） - リモート美女・リアナ 役　※テレビ朝日でもダイジェスト放送